# Area Paradiso
(Diego Abatantuono in un'intervista prima dell'uscita del film)
(Diego Abatantuono in un'intervista prima dell'uscita del film)
Area Paradiso è un film televisivo italiano del 2012, diretto da Diego Abatantuono e Armando Trivellini. La pellicola vede il ritorno alla regia di Abatantuono dopo la serie Diego 100%, di 27 anni prima.
L'opera è stata presentata in anteprima al Roma Fiction Fest il 26 settembre 2011 e trasmessa per la prima volta in TV su Canale 5 il 6 aprile 2012, in prima serata.

## Trama
Il film narra le sorti di un piccolo autogrill chiamato OvoOil, situato sulle colline toscane tra le località di Cecina e Collesalvetti, e di un gruppo di persone che insieme gestiscono questa piccola attività. La pacifica routine della comunità che ruota intorno al grill viene sconvolta da una lettera raccomandata della direzione generale della società Ovo, che possiede lo stabile: a causa della crisi economica e del transito sempre più ridotto su quel tratto di strada, la Ovo si ritrova a rischiare di dover chiudere il grill.
A poca distanza, infatti, sorge un altro grill della stessa società, e proprio questa vicinanza ha reso una delle due stazioni di servizio superflua. Per decidere quale delle due stazioni chiudere, la Ovo decreta che ci sarà una gara tra le due concorrenti: alla fine di un periodo di valutazione, il grill che avrà prodotto più fatturato e presenterà la qualità del servizio migliore rimarrà aperto, mentre l'altro dovrà chiudere.
I due grill danno immediatamente inizio ad una guerra per la sopravvivenza, durante la quale si susseguiranno colpi bassi e situazioni comiche. In questa fase centrale del film vengono, inoltre, messe in evidenza tutta una serie di qualità umane e legami sociali che possono affiorare in un momento di difficoltà, tra cui l'amicizia, l'amore, la solidarietà e il rispetto reciproco.

## Personaggi
Area Paradiso è un ambiente popolato da persone molto differenti che lavorando insieme da molti anni si conoscono a fondo e riescono a sopportare vicendevolmente il lato peggiore dell'altro e ad apprezzare ciò che di buono ognuno può offrire.
- Furio, l'addetto alle pompe di benzina. La sua vita sembra legata a doppio filo all'area di sosta, dalla quale non esce da quasi quindici anni (ne era uscito per l'ultima volta per andare a vedere un concerto dei Matia Bazar a Livorno e appena prova a uscirne di nuovo si sente male), forse a causa della sua fobia dell'auto. È caratterizzato da un cappello da marinaio dal quale non si separa mai.
- Poldo, il direttore dell'area di servizio. Data la sua passione per il gioco d'azzardo e per i cavalli da corsa, si trova indebitato fino al collo e invischiato in una brutta vicenda con delle persone poco raccomandabili.
- Saman, l'aiuto meccanico. Sembra vivere in un mondo tutto suo, è un po' tonto e facile ai fraintendimenti; è la mascotte del gruppo. Il suo nome deriva dal fatto che alla nascita i suoi genitori credettero che fosse una femmina e gli diedero il nome Samantha, e quando scoprirono che era un maschio gli tolsero il -tha.
- Aurelio, il meccanico. La sua storia ruota fondamentalmente intorno all'attesa di Rosa, una ragazza molto attraente che dovrebbe arrivare dall'Argentina per sposarlo. È il migliore amico di Saman.
- Wanda, la prosperosa e avvenente donna delle pulizie. È la protagonista assoluta delle scritte nei bagni del grill.
- Marisa, l'affascinante barista. È la moglie di Poldo, anche se le cose non sembrano andare bene tra di loro.
- Sonia, la sorella di Rosa. Si presenta un giorno da Aurelio per informarlo che sua sorella è ancora in Argentina, ma che partirà al più presto.
- Romeo, il cuoco. La sua passione per la marijuana supera di gran lunga quella per la cucina.
- Luciano, l'aiuto cuoco. Verrà affiancato a Romeo come aiutante, ma sarà ben presto chiaro che la cucina non è il suo unico talento.
- Ruggero, l'organizzatore di pacchetti "Ultimo Grande Viaggio" per persone anziane. È il fornitore ufficiale di clienti dell'Area Paradiso.
- Martino, il figlio di Furio. Il suo sogno è diventare un grande trombettista.
- Marco Guarente, il direttore del grill concorrente dell'Area Paradiso. È conosciuto da tutti con l'appellativo di Gheddafi, probabilmente per il suo modo di vestire.
- Sting, il giovane figlio di Poldo e Marisa. È il critico gastronomico ufficiale di Area Paradiso.

## I luoghi
Le riprese sono state effettuate nell'estate del 2010 per 5 settimane in provincia di Livorno, in una zona collinare nel comune di Rosignano Marittimo lungo SR206, in una località detta l'Ovone per la presenza di un gigantesco uovo di gallina nei pressi di un casolare. Il bar-osteria l'Ovo (rinominato in seguito Ristorante L'Ovo sodo - Area paradiso, in onore del film) sorge in località Scapigliato. La sala ristorante che si vede nel film non esiste ed è stata allestita per l'occasione in una vecchia casa colonica vicino ai locali del bar.  L'area circostante è stata trasformata in area di servizio, grazie all'abilità dello scenografo Paolo Sansoni, con la creazione di una finta pompa di benzina e il riadattamento di una vecchia costruzione ad officina.
La scena in cui Furio e Saman arrivano a Firenze è stata girata al Castello di Rosignano Marittimo che in questo modo, come spiega il regista Trivellini, diventa simbolo della Toscana medievale.

## Produzione
- La commedia è stata prodotta da Maurizio Totti e Alessandro Usai per la Colorado Film.
- È stata scritta da Diego Abatantuono, Armando Trivellini e Giovanni Bognetti[4].

## Musiche
Le musiche del film sono state composte da Federico De Robertis, che aveva già collaborato con Abatantuono curando le musiche del film Eccezzziunale veramente - Capitolo secondo... me. Il tema principale del film è la canzone Hey there, composta da Umberto Smaila ma scritta e interpretata dal cantante Sagi Rei.

## Ascolti
Area Paradiso ha registrato un discreto successo, ottenendo circa 3,6 milioni di telespettatori e uno share del 16,1%.
Il film è stato battuto in prima serata solo dalla diretta della Via Crucis di Roma, andata in onda su Rai 1 ottenendo 4,1 milioni di telespettatori e il 17% di share.
| Messa in onda | Telespettatori | Share  |
| ------------- | -------------- | ------ |
| 6 aprile 2012 | 3.592.000      | 16,11% |

## Critica
Il film è stato premiato dagli ascolti e ha ricevuto critiche sostanzialmente positive, ma anche recensioni di carattere negativo, le quali hanno affermato che Area Paradiso non avrebbe mai avuto tanto successo se non fosse stato per programmi televisivi come Zelig e Colorado, dai quali il film prende la maggior parte del cast e dei quali ripronone uno stile comico abbastanza scontato e semplicistico, forse più adatto ai bambini che il venerdì aspettano Colorado che agli adulti che si aspettavano un film più impegnativo, dal carattere più simile alla vecchia commedia all'italiana.

## Commento dei registi
(Diego Abatantuono durante un'intervista prima dell'uscita del film)
(Diego Abatantuono durante un'intervista prima dell'uscita del film)
(Armando Trivellini durante un'intervista prima dell'uscita del film)